# Alexander av Hohenlohe-Schillingsfürst
Alexander av Hohenlohe-Schillingsfürst, född 6 augusti 1862, död 26 maj 1924, var en tysk politiker. Han var son till Chlodwig zu Hohenlohe-Schillingsfürst.
Hohenlohe-Schillingsfürst var legationsråd och ämbetsman i Oberelsass och tilldrog sig uppmärksamhet då han tillsammans med F. Curtius överarbetade och utgav faderns memoarer i två band 1906-07. Genom de indiskretioner och åsikter som här framställdes, ådrog sig Hohenlohe-Schillingsfürst kejsarens onåd och avskedades. Under första världskriget uppträdde han som pacifist.